# .ps
.ps е интернет домейн от първо ниво за Палестина. Представен е през 2000. Поддържа се и се администрира от Палестински национален регистър за интернет имена.

## Домейни от второ ниво
- com.ps: комерсиални сайтове
- net.ps: ISP и мрежови компании
- org.ps:неправителствени организации
- edu.ps: образователни институции
- gov.ps: институции на Палестинската автономия и правителство.
- plo.ps: институции на ООП.
- sec.ps: за организации за сигурност в Палестина.